# Jayro Luna
Jayro Luna - também assina como Jairo Luna ou Jairo Nogueira Luna - (São Paulo, 1 de março de 1960), é poeta, músico, professor e pesquisador, criador do conceito de crítica literária denominado Neo-estruturalismo Semiótico e do conceito de poesia chamada de Metamodernismo. Como poeta venceu concursos como o Projeto Nascente - promovido pela USP com apoio da Editora Abril por duas vezes, em 1992 e 1993 com os livros de poesia Seleta de Versos de 8 Livros Inéditos e Livro de Palamedes, respectivamente. Publicou durante os anos 80 o fanzine de poesia marginal na época da Geração Mimeografo, anos 80, intitulado ''Mimeógrafo Generation'', que teve 28 números e compreendeu o período de 1984 a 1993. No Mimeógrafo Generation participaram poetas como Glauco Mattoso, Touchê, Hugo Pontes, Joaquim Branco, Leila Míccolis, Hugo Mund Júnior, Philadelpho_Menezes entre outros. Atualmente é o editor e webdesigner do site Orfeu Spam, dedicado à Literatura e Artes. Como jovem músico conhecera os integrantes do conjunto The Lee Bats, tornando-se amigo e frequentador dos ensaios da banda. Sua amizade com J.J.Gallahade rendeu-lhe impulsos poéticos e ambos assinam vários poemas conjuntamente, assim como algumas das canções do grupo. Quando The Lee Bats se desfez, Jayro Luna ficou com todo um baú de obras raras, inéditas, dezenas de fitas k7, vídeos e alguns exemplares de discos independentes da banda. Em 1992, após vencer o Projeto Nascente daquele ano, com Karl Verdi e Vicent Mendonça - amigos da graduação no curso de Letras da ''PUC/SP'' decide reiniciar The Lee Bats, agora um trio. 

## A Poesia
Com o apoio de Philadelpho_Menezes desenvolveu o conceito poético de Metamodernismo na décadade de 80. Por este conceito compreendia que as diferentes escolas literárias não se tornavam para o fim do século XX nem escolas do passado, nem eram excludentes. Transformavam-se, para o poeta contemporâneo, envolvido entre os limites da Cultura Mosaisco de Abraham_Moles, Cultura de Massa, Neobarroco e Pós-Moderno em estratégias formais de construção de textos, num processo intersemiótico e semiótico de referências, traduções e transcriações. Nesta época publica marginalmente plaquettes de poesia (livros em xerox): Bagg'Ave (1984), Ópium (1985), Metamorphoses n'Ovídio (1985) e Hiléia - poemeto épico amazônico (1986). Recuperou a forma do Soneto para a poesia colocando nela temas como Rock, Contracultura, Tropicalismo, ideia que se tornou um marco na produção poética de Glauco Mattoso nos anos 90. Estas plaquettes são muito raras e disputadas entre colecionadores e pesquisadores da Poesia Marginal. Publicou em 1999 o livro Infernália Tropicalis que traz o conceito de associar notas de rodapé, epígrafes, datas de publicação dos poemas, ilustrações e figuras como referências hipertextuais do corpo do poema, de modo que alguns dos poemas do livro têm até 11 epígrafes - o que cria um conjunto hipertextual -  e várias notas de rodapé, estas, por sua vez, são outros poemas ou continuação dos poemas. Em 2002 reuniu algumas das plaquettes publicadas no livro Florilégio de Alfarrábio.

## A Teoria Literária
Em 2006 publicou o livro Teoria do Neo-estruturalismo Semiótico que concluiu ideias que já se esboçavam em Monografias de Literatura, Teatro, Comunicação & Semiótica, Participação e Forma(2001) e Caderno de Anotações(2005). No Neo-estruturalismo Semiótico o processo de análise busca demonstrar a relação fundada numa ligação simbólica e intersemiótica - por vezes formada no inconsciente coletivo - entre figuras e alegorias do texto e os usos culturais simbólicos em geral na sociedade ou no público leitor. Assim por exemplo identificou relações entre o livro Claro Enigma de Carlos Drummond de Andrade e a Bandeira do Brasil, entre a descrição das batalhas em Eurico, o Presbítero e o jogo de Xadrez, entre o conceito machadiano de Humanitismo e a estrutura do teatro vitoriano, notadamente da cornija, ou ainda, entre o livro Arco de Sant'Anna de Almeida Garrett e a bandeira do reinado de Dom João, Mestre de Avis. No âmbito da análise das formas, identificou uma relação entre a forma do soneto italiano e o conceito de número de ouro do Renascimento, bem como entre o soneto inglês e a forma dos castelos escoceses.

## A Música
Foi integrante do grupo The Lee Bats na sua segunda formação (1992-1994), empreendimento que foi o resultado de suas convicções musicais desenvolvidas na época em que fora amigo dos integrantes na primeira formação do grupo. Com o fim da primeira formação em 1985 e a perda de contato com os integrantes daquela formação, ficou em posse de um baú de obras inéditas, gravações raras e muitas ideias. Os Lee Bats desenvolveram o conceito de Rock-poesia, pelo qual musicaram vários poemas da literatura em língua portuguesa e da literatura mundial como Tarde de Verão de um Fauno de Stéphane Mallarmé, Psiquetipia de Fernando Pessoa, Poética de Manuel Bandeira entre outras muitas musicalizações. Traduziam letras de canções do rock internacional, colocando-as num contexto cultural brasileiro, modificando as referências originais para as da nossa cultura e sociedade, o que era fundado na concepção de Haroldo de Campos, de transcriação poética.

## Obras
- Bagg'Ave. Edição do autor. São Paulo, 1984
- Ópium. Edição do autor. São Paulo, 1986
- Metamorphoses n'Ovídio. Edição do autor. São Paulo, 1989.
- Infernália Tropicalis. São Paulo, Epsilon Volantis, 1998.
- Florilégio de Alfarrábio. São Paulo, Epsilon Volantis, 2002.

### Ensaios e crítica
- Monografias de Literatura, Teatro, Comunicação e Semiótica. São Paulo, Epsilon Volantis, 1998.
- Participação e Forma: Algumas reflexões acerca da função social da poesia. São Paulo, Epsilon Volantis, 2002.
- Caderno de Anotações. São Paulo, Opportuno, 2005.
- Teoria do Neo-estruturalismo Semiótico. São Paulo, Vila Rica, 2006.
- A Chave Esotérica de Mensagem de Fernando Pesso: Abordagem Numerológica, Astrológica e Cabalíostica. São Paulo, Epsilon Volantis, 2006.
- The Lee Bats: Todas as Letras. São Paulo, Signos, 2011.
- Acerca de Música, Poesia & Cinema. São Paulo, Signos, 2011.
- Poetas do Imperador: Estudo da Poesia Lírica de Gonçalves de Magalhães e Manuel de Araújo Porto-Alegre. São Paulo, Signos, 2012. (baseada em pesquisa de pós-doutoramento na FFLCH/USP, título homônimo sob orientação de Cilaine Alves Cunha).
- Língua, Literatura e Ensino. Com Benedito Gomes Bezerra (organizadores). Recife, Edupe, 2009.

### Antologias
- Saciedade dos Poetas Vivos - Vol. 5: Poesia Visual. Rio de Janeiro, Blocos, 1992.
- Quem Sente Somos Nós. São Paulo, Scortecci, 2003.